# Rødding Frimenighedskirke
Rødding Frimenighedskirke er en kirke umiddelbart øst for Rødding Højskole i Rødding i Sønderjylland, der bruges af den grundtvigske frimenighed.
Rødding Frimenighed blev grundlagt som reaktion på de begrænsninger, danske menigheder og præster i Sønderjylland blev pålagt i årene efter nederlaget i 1864, og Cornelius Appel blev den 30. juni 1874 ordineret som præst for den første sønderjyske frimenighed.
Som kirkerum brugte man i mange år en tidligere gymnastiksal på højskolen, indtil den i begyndelsen af 1900-tallet blev for lille, og man besluttede at bygge en egentlig kirkebygning med Johannes Magdahl Nielsen som arkitekt. Den blev indviet den 5. december 1909 som Sankt Povls Kirke.
| Magdahls tegninger af kirken                                                                       |
| - Plan og opstalt fra syd - Tværsnit og opstalter fra øst og vest - Længdesnit og opstalt fra nord |